# Bizeljsko
Bizeljsko (nem. Wisell) je naselje vaškega značaja v Občini Brežice, ob meji s Hrvaško, hkrati pa po površini tudi največje naselje v občini.
Prebivalci naselja se imenujejo Bizelanci in Bizelanke, pravilno po pravopisu pa Bizeljánci/-ke.

## Opis naselja
Obmejno razvlečeno naselje sestavljajo do leta 1957 samostojni vasi Spodnja in Zgornja Sušica ter manjši zaselki Gradišče, Župljek, Nimnik, Boršt, Sv. Vid, Janeževa Gorca in Vrhovnica, vsi na razgibanem vinorodnem Bizeljskem gričevju med potokom Dramljo in Bizeljskim potokom, ki sta desna pritoka reke Sotle.
Središče naselja je v vzhodnem delu, pod osamelcem imenovanem Hribček (201 m n.m.) nad ravnico ob reki Sotli, na katerem stoji baročna župnijska cerkev sv. Lovrenca. Naselje je agrarnega značaja, novogradnje so predvsem ob cesti Brežice–Bistrica ob Sotli. Na razglednem Janževem vrhu (358 m.n.m.) stoji podružnična cerkev sv. Vida.

## Zgodovina

### Prazgodovina, Kelti in Rimljani
Ugodne naravne danosti so omogočile zgodnjo poselitev Bizeljskega. Širše območje je bilo poseljeno že prazgodovini, o čemer pričajo mnoga arheološka najdišča na Kunšperku in nad Orešjem, Cerkev sv. Marjete, Kaštel, Straža idr. Prav tako so iz prazgodovinskega obdobja halštatske kulture v Vitni vasi najdeni okrasni obeski. Z vzhoda so se na območju današnje Slovenije naselili Kelti, prvo prazgodovinsko ljudstvo, ki je znano po lastnem imenu. O njihovi poselitvi pričajo arheološke najdbe na hribu Svete Marjete. Skupino, ki je prebivala tudi na območju Obsotelja, antični viri imenujejo Tavriski. Širše območje Bizeljskega je predstavljalo del Noriškega kraljestva, ki je bil rimski državi miroljubno priključen okoli leta 15 pr. n. št. Kaj je bilo zatem s keltskimi prebivalci na Bizeljskem, lahko le ugibamo, ker ni o tem ohranjenih pisnih in ne materialnih virov.
Območje Bizeljskega je že v rimskih časih imelo pomembno obmejno lego, saj je po Sotli potekala meja med rimskima provincama Norik in Panonija. Tedaj je ob reki potekala prometna in trgovska pot, ki je povezovala pomembno rimsko pristanišče Neviodunum (Drnovo) in mesto Poetovio (Ptuj). Ob Sotli je že v 3. ali 4. stoletju na lokaciji z različnimi imeni »Trojna, Trojno mesto, Stare Šance« stala rimska vila rustica, velika poljedelska kmetija, kjer so med izkopavanji v letih 1938 in 1939 našli ostanke stavb, rimskih opek in tubulov (centralne kurjave), odvodni kanal (t.i. Cloaca Maxima), ki je odplake odvajal v reko Sotlo, ostanke fresk, mozaični tlak, latinske napise in dva kamnita leva... 

### Selitve narodov
V 3. in 4. stoletju so čez Evropo proti zahodu potekale zelo intenzivne selitve različnih ljudstev, npr. Hunov, Gotov, Langobardov in kasneje Slovanov.

### Slovanska naselitev
V  7. in  v 8. stoletju so se tudi v tem delu današnje Slovenije pričeli naseljevati Slovani, ki so zasedli celotno zgornje Posavje in zgornje Podravje, vendar so v Obsotelju iz varnostnih razlogov sprva poselili bolj gričevnate in hribovite predele. Po izgubi slovanske oz. karantanske samostojnosti je ozemlje prešlo pod frankovsko oblast velikega Rimsko-nemškega cesarstva.

### Srednji vek
Ker je pretila neprestana nevarnost madžarskih vpadov, se je na reki Sotli utrdila vzhodna meja cesarstva. Svetorimski vladarji so velika posestva podarjali njim zvestim fevdalcem in s tem skušali dodatno zavarovati mejo. Tako je leta 1016 cesar Henrik II. daroval trideset krajevnih hub (kmetij) med Savo, Savinjo in Sotlo v Savinjski marki savinjskemu grofu Viljemu Brezeselškemu. Leta 1043 (ali 1042) je žena grofa Viljema Hema Brezeselška (Ema Krška) iz velike pobožnosti svoje posesti zapustila oz. podarila ženskemu benediktinskemu samostanu, ki ga je ustanovila v Krki na Koroškem. Ko je leta 1071, sto let po razglasitvi Vojvodine Koroške (976), salzburški nadškof ustanovil svojo sufragansko Krško škofijo (Koroško škofijo), so poprej samostanske  posesti na območju današnjega Bizeljskega prešle pod oblast krških škofov. Za območje Bizeljskega se je v poznem srednjem veku pričelo uporabljati nemško ime Wisell.
Današnji grad Bizeljsko je bil najverjetneje zgrajen sredi 13. stoletja. Prebivalstvo je v poznem srednjem veku trpelo zaradi pogostih turških vpadov, leta 1475 se v pisnih virih omenja eden večjih spopadov med štajersko in kranjsko vojsko ter otomanskimi četami pri Bizeljskem.

### Novi vek
V 16. stoletju sta tudi območje Bizeljskega zajela dva kmečka upora, in sicer leta 1515 vseslovenski kmečki upor, ter leta 1573 Hrvaško-slovenski kmečki upor, med katerim so uporniki zavzeli tudi grad Bizeljsko. Leta 1532 je krški škof bizeljsko gospoščino podelil v najem  Hansu Tattenbachu, njegovi dediči pa so jo do leta 1608 pridobili v trajno last.
Grof Ivan Erazem Tattenbach (verjetno vnuk Žige Tattenbacha), se je leta 1658 poročil z Ano Terezijo Fogacz. Postal je avstrijski dvorni svetovalec. Dve leti po poroki se je seznanil in zaljubil v Ano Katarino Zrinjsko. Prijateljevanje s hrvaškimi plemiči Zrinjskimi in Frankopani je privedlo do njegovega sodelovanja v zaroti proti cesarju in ogrskemu kralju Leopoldu I. v kateri se je priključil 
Ferencu Nadady, Petru Zrinjskemu in Franju Krstu Frankopanu, ter leta 1668 podpisal prisego o sodelovanju. Priprave na zaroto so trajale skoraj tri leta, medtem pa so na Dunaju že izvedeli za zarotnike. Ko je Ivan Erazem Tattenbach prišel v Gradec, so ga tam 21. marca 1670 aretirali. Zrinjski in Frankopan sta spoznala, da bo upor propadel, zato sta se sama javila na Dunaju, kjer so ju zaprli in 30. aprila 1671 v Dunajskem Novem mestu usmrtili. V času preiskave je Tattenbacha 18-članski tajni svet, sestavljen iz plemičev, spoznal za krivega veleizdaje in je 26. novembra 1671 razglasil razsodbo.
Še ne 37 let starega Ivana Erazma Tattenbacha so 1. decembra 1671 obglavili na trgu pred mestno hišo v Gradcu.
Po njegovi usmrtitvi so lastniki bizeljske posesti postali Habsburžani, za njimi pa so lastniki bili Wildensteini, Dietrichsteini in druge plemiške rodbine.
Po odpravi fevdalizma leta 1848 se je področje Bizeljskega v gospodarskem smislu vse bolj povezovalo z Brežicami, pa tudi z Zagrebom.

### 19. stoletje
Anton Martin Slomšek

Blaženi Anton Martin Slomšek je na Bizeljskem leta 1825 kot kaplan začel svojo duhovniško službo.
Knez Weriand Alois Windischgratz (* 1790 † 1867), je po očetu Josephu Niklasu podedoval posestva v Spodnji Avstriji, dve posestvi blizu Prage in gospostvo Senftenberg na Moravskem, ki pa jih je prodal in sredi 19. stol. nakupil na Slovenskem (Štajerskem in Kranjskem) posestva z gradovi vred, mdr. tudi grad Bizeljsko in grad Podsreda.
Ugodne naravne danosti so omogočale razvoj vinogradništva na Bizeljskem, ki je bil glavni vir preživetja in je svoj vrh dosegel sredi 19. stoletja, zatem pa se je leta 1848 prvič pojavila bolezen oidij, leta 1878 pa peronospora. V letih 1880-1884 je (podobno kot drugod na Štajerskem) trtna uš uničila večino vinogradov, od katerih so bili odvisni domačini. Ker je kmetom tako izostal glavni finančni dohodek, so bili številni prisiljeni prodati svoje kmetije in se izseliti v prekomorske dežele.
Med glavnimi ukrepi se je poleg ugodnih posojil in novih postopkov ureditve vinogradov (rigolanje, gradnja teras), pričelo cepljenje vinskih trt na uvožene ameriške podlage. Z namenom pospreševanja napredka vinogradništva je bilo leta 1890 ustanovljeno Bizeljsko vinogradniško društvo, ki je skrbelo tudi za izobraževanje vinogradnikov in vinarjev.

### 20. stoletje
Prva in druga svetovna vojna

Prva svetovna vojna Bizeljskega ni zajela neposredno, vendar je bilo zaradi pomanjkanja moške delovne sile spet prizadeto vinogradništvo. V župnijski kroniki je zapisano, da je bilo na Bizeljskem v vojsko vpoklicanih 875 vojakov, od katerih se jih 117 iz bojev ni vrnilo.
V obdobju med obema vojnama vinogradništvo ni bilo več poglavitni vir preživljanja, domačini so postali tudi poljedelci in sadjarji, nekateri so opravljali različne obrti, kot so kolarstvo, kovaštvo, tesarstvo in krovstvo, čevljarstvo, kopanje vodnjakov... Ljudje so odhajali tudi na sezonska dela, kot je obiranje hmelja v Savinjsko dolino.
Med drugo svetovno vojno je nemški okupator (v letih 1941 in 1942) kar 3011 prebivalcev po popisu v zbirnem taborišču na gradu Rajhenburg izgnal v Nemčijo, na njihove domove pa naselil nemško govoreče priseljence, največ iz Kočevskega in Besarabije. Kočevarji, prej navajeni samo dela v gozdu, niso znali obdelovati bizeljskih vinogradov, v katerih so zato povzročili precej škode. Ob koncu vojne so se skupaj z nemško vojsko umaknili v Avstrijo. Po koncu vojne so izgnance v domovino začeli pošiljati zavezniki, vračali so se na oropane in opustošene domove.

## Gospodarstvo
Med številnimi vinogradi na nizkih prisojnih legah gričev vinorodnega območja so posamezne samotne kmetije. Glavna kmetijski panogi sta namreč vinogradništvo in z njim povezano vinarstvo, tu je tudi velika vinska klet. Čedalje pomembnejši postaja vinski turizem in z njim povezana ponudba z nastanitvijo na kmetijah.

## Prebivalstvo
Etnična sestava 1991:
- Slovenci: 647 (93,9 %)
- Hrvati: 12 (1,7 %)
- Albanci: 4
- Jugoslovani: 3
- Srbi: 1
- Neznano: 16 (2,3 %)
- Neopredeljeni: 4
- Regionalno opredeljeni: 3

## Znamenitosti
- Cerkev sv. Lovrenca - župnijska cerkev, ki stoji na razglednem griču nad Bizeljskim
- Cerkev sv. Vida - podružnična cerkev v zaselku Bošt
- grad Bizeljsko, v vasi Orešje na Bizeljskem, se v starih listinah prvič omenja leta 1404.
- najmanjši hramček v Sloveniji v zaselku Bošt
- repnice - podzemne kleti, skopane v pesek, sedaj dopolnilo lokalne turistične ponudbe.
- gnezdišče čebelarja (Merops apiaster) je bilo dolga leta v peščenih stenah peskokopa v Župjeku edino gnezdišče te ptičje vrste v Sloveniji. Sedaj gnezdi tudi na drugih krajih Slovenije.[17]

## Znani bizelanci in bizelanke
- Rudolf Stermecki, slovenski veletrgovec (1876-1957)